# 7th Armored Division
La 7ª Divisione corazzata (in inglese 7th Armored Division) era una divisione corazzata dell'Esercito statunitense che combatté con distinzione durante la seconda guerra mondiale in Europa, mettendosi in particolare evidenza durante la battaglia delle Ardenne.

## Storia
Entrata in linea sul fronte occidentale nell'agosto 1944 durante la dura battaglia di Normandia, venne assegnata alla 3ª Armata del generale George Smith Patton e prese parte allo sfondamento di Avranches ed alla fase di rapida avanzata nel nord della Francia. La 7th Armored ottenne una serie di brillanti successi superando la Senna e liberando Reims e (il 31 agosto) Verdun.

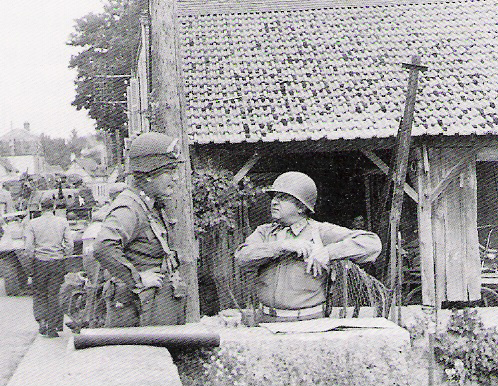
Il generale Walton Walker (a destra nella foto), a colloquio con il maggior generale Lindsay Silvester, comandante della 7ª Divisione corazzata americana, nell'agosto 1944 in Francia, durante l'avanzata alleata.

Dopo duri combattimenti a settembre in Lorena, la divisione corazzata venne trasferita alla nuova 9ª Armata del generale William Simpson con cui combatté in autunno nei Paesi Bassi e nella regiorne della Roer. Il 17 dicembre la 7ª Divisione corazzata venne trasferita improvvisamente alla 1ª Armata statunitense del generale Courtney Hodges per cercare di bloccare la violenta e pericolosa offensiva tedesca delle Ardenne. La 7th Armored fu impegnata in una serie di aspri e difficili combattimenti nella regione di Saint-Vith dove mise in mostra grande combattività, riuscendo a rallentare e logorare le forze nemiche, guadagnando tempo prezioso. Il maggior generale Robert Hasbruck, comandante della divisione, ed il generale di brigata Bruce Clarke, comandante del Combat Command B, guidarono con notevole abilità le loro forze e, dopo un iniziale ripiegamento, presero parte alla controffensiva americana del gennaio 1945 riguadagnando il terreno perduto e rientrando a Saint-Vith.
Dopo la vittoria nelle Ardenne la 7ª Divisione corazzata rimase con l'armata del generale Hodges e combatté nelle varie battaglie ad ovest del Reno, partecipando poi ai combattimenti per ampliare la testa di ponte di Remagen; a marzo 1945 contribuì all'accerchiamento del Gruppo d'armate B nella sacca della Ruhr ed alla distruzione delle forze tedesche isolate. La 7ª Armored terminò la guerra nell'area baltica della Germania, dopo essere stata trasferita al 21º Gruppo d'armate del feldmaresciallo Montgomery, e si congiunse con le truppe sovietiche provenienti da est.
Dopo la vittoria in Europa la 7ª Divisione corazzata venne ufficialmente disattivata il 15 ottobre 1945, anche se venne poi parzialmente tenuta pronta per intervenire in caso di necessità durante la guerra di Corea.